# Божила (Јаши)
Божила (рум. Bojila) насеље је у Румунији у округу Јаши у општини Мадаржак. Oпштина се налази на надморској висини од 267 m.

## Становништво
Према подацима из 2002. године у насељу је живело 287 становника, од којих су сви румунске националности.